# Chuyến bay 8633 của Sichuan Airlines
Chuyến bay 8633 của Sichuan Airlines (3U8633/CSC8633) là chuyến bay từ Sân bay quốc tế Giang Bắc Trùng Khánh đến Sân bay Gonggar Lhasa vào ngày 14 tháng 5 năm 2018, chuyến bay này buộc phải hạ cánh khẩn cấp tại Sân bay quốc tế Song Lưu Thành Đô sau khi kính chắn gió buồng lái bị hỏng. Chiếc máy bay gặp sự cố là một chiếc Airbus A319-100. Vụ việc đã được chuyển thể thành phim Chuyến bay sinh tử năm 2019.